# Digitaria platycarpha
Digitaria platycarpha là một loài thực vật có hoa trong họ Hòa thảo. Loài này được (Trin.) Stapf mô tả khoa học đầu tiên năm 1906.